# Isola Glavnyj
L'isola Glavnyj (in russo остров Главный, ostrov Glavnyj) è un'isola russa del gruppo delle isole di Dem'jan Bednyj che fanno parte dell'arcipelago di Severnaja Zemlja e sono bagnate dal mare di Kara.
Amministrativamente fa parte del Tajmyrskij rajon del Territorio di Krasnojarsk, nel Distretto Federale Siberiano.

## Geografia
L'isola si trova nella parte nord-occidentale dell'arcipelago, a una distanza di 6,6 km a nord-ovest dell'isola Komsomolets. A ovest di Glavnyj, a 1,4 km, si trova l'isola Raketa, a est, a 500 m, l'isola Kolokol e a sud-est, a 1 km, l'isola Krajnij. Queste ultime sono collegate a Glavnyj da banchi di sabbia.
Glavnyj ha una lunghezza di 1,8 km ed è larga 700 m; il suo nome in italiano significa "principale", ha questo nome perché è l'isola più grande del gruppo. L'isola ha un'altezza massima di 11 m; il lato est presenta piccole baie e promontori; a nord ha un piccolo lago e al largo, vicino alla costa, un'isoletta senza nome.